# Horatio Hornblower
Horatio Hornblower est une série de romans et un héros de fiction créé par l'écrivain britannique C. S. Forester, dont la vie et les aventures évoquent celles du personnage historique Thomas Cochrane, de même que celle de l'amiral James Gordon (en). Prénommé Horatio par son créateur, comme Nelson, quoique Forester ait affirmé que ce prénom venait de Horatio, l'ami d'Hamlet, il incarne pour beaucoup de lecteurs la figure idéale du marin, passionnément attaché à son métier et possédant le « sens de la mer ».

## Le personnage

### Biographie
Cecil Scott Forester fait naître son héros le 4 juillet 1776 dans le village de Worth. Fils d'un médecin d'origine modeste, sans aucun protecteur susceptible d'aider à sa promotion, il embarque en janvier 1794 comme midshipman (dans le roman Aspirant de marine) sur le vaisseau HMS Justinian, à 17 ans, relativement tard selon les critères de l'époque. Ses débuts sont difficiles : il a le mal de mer et est pris en grippe par John Simpson, à qui on a refusé son brevet de lieutenant. Transféré sur la frégate HMS Indefatigable (un vaisseau de 64 canons rasé en une frégate avec canons de 24 livres), sous les ordres du capitaine Pellew, il est fait lieutenant provisoire à la suite de la capture d'une galère espagnole, en août 1796. Ramenant en Angleterre le Rêve, il est capturé par les Espagnols, au moment où l'amiral Jervis bat la flotte espagnole à Saint Vincent (14 février 1797). Son brevet de lieutenant est confirmé en août 1797 alors qu'il est prisonnier en Espagne. Libéré au printemps 1799, il se retrouve cinquième lieutenant (puisque le dernier promu) sur le Renown du capitaine Sawyer (un fou qui voit des complots partout). Le 3e lieutenant y est le lieutenant Bush (qui deviendra un personnage récurrent, son fidèle adjoint). Le sang-froid et l'inventivité du jeune officier à Saint-Domingue contre les troupes espagnoles l'amènent à être nommé provisoirement, malgré son jeune âge et en dépit de la présence d'officiers plus anciens, commandant du trois-mâts franc de 18 canons capturé (le Gaditana rebaptisé Retribution), par l'amiral Lambert, en station dans les Antilles. Ce commandement provisoire devant être confirmé par Londres. Malheureusement la paix est signée le jour-même où il le ramène à Plymouth, le 25 mars 1802. Mis en demi-solde, le lieutenant Hornblower ne verra son commandement confirmé qu'en mars 1803.
Il épouse Maria Ellen Mason, la fille de sa logeuse, le 2 avril 1803, mais la reprise des hostilités est imminente. L'amiral Cornwallis le met à nouveau sous les ordres d'Edward Pellew, maintenant chef d'escadre et chevalier de l'Ordre du Bain. La guerre reprend le 16 mai. À bord de son bâtiment, la petite corvette le Hotspur, Hornblower espionne la flotte française au large de Brest. Son fils nait début janvier 1804 et il peut le voir, puisqu'il ramène son navire endommagé en cale sèche à Plymouth. Il reprend la mer au printemps. À l'automne 1805, les navires stationnés dans la Manche rallient Cadix pour participer à l'arraisonnement de la Flota, amenant l'or du Mexique et du Pérou. Avant de prendre sa retraite l'amiral Cornwallis le fait nommer lieutenant commander (Seul maître à bord).

### Portrait
Un grand et maigre jeune homme à l'air gauche, au visage osseux, pâle, timide, avec des yeux noirs, sujet au mal de mer et doutant de tout et d'abord de lui-même. Esprit logique mais d'une sensibilité d'écorché, doué en mathématique, excellent joueur de whist. Son humour froid lui donne la distance nécessaire pour supporter les revers et les contrariétés inévitables dans cette Royal Navy pleine de préjugés de caste et une Amirauté tatillonne. Volontaire, voire entêté, il est capable d'un sang-froid parfait et même d'une audace folle une fois qu'il a pu analyser la situation et en juger les risques. Mais cette froideur tant admirée par ses hommes et parfois jalousée par ses collègues n'est atteinte qu'au prix d'un combat permanent contre lui-même : ses peurs, ses doutes, la déroute des sentiments. N'aimant ni la violence ni la guerre, il arrive à puiser au fond de lui-même les vertus qui vont lui permettre de dominer la situation. C'est le premier « anti-héros » des romans d'aventures maritimes. L'ennemi principal de la Royal Navy de l'époque, la marine révolutionnaire, puis impériale française, et au-delà, la France post-révolutionnaire, est dépeinte de façon sombre. Les Français y sont décrits comme des marins incompétents, un peuple indiscipliné, sanguinaire et trop enclin au sentimentalisme et à l'exaltation, miroir inverse de la réserve et du flegme britannique.

## Les romans
La série des Hornblower dans l'ordre de parution :
- The Happy Return, 1937 (Retour à bon port, traduction de Louis Guilloux et René Robert, 1989)
- A Ship of the Line, 1938 (Un Vaisseau de ligne, traduction de Louis Guilloux et René Robert, 1989)
- Flying Colours, 1938 (Pavillon haut, traduction de Louis Guilloux et René Robert, 1989)
- The Commodore, 1945 (Le Seigneur de la mer, traduction de Maurice Beeblock, 1990)
- Lord Hornblower, 1946 (Lord Hornblower, traduction de Maurice Beeblock, 1990)
- Mr Midshipman Horatio Hornblower, 1950 (Aspirant de marine, traduction de Maurice Beeblock, 1990)
- Lieutenant Hornblower, 1952 (Lieutenant de marine, traduction de Maurice Beeblock, 1991)
- Hornblower and the Atropos, 1953 (Trésor de guerre, traduction de Maurice Beeblock, 1992)
- Hornblower in the West Indies, 1958 (Mission aux Antilles, traduction de Maurice Beeblock, 1991)
- Hornblower and the Hotspur, 1962 (Seul Maître à bord, traduction d'Alain Bories, 1991)
- Hornblower and the Crisis, 1967 (Au cœur de la mêlée, traduction d'Eric Chédaille, 1995)

Les traductions françaises de ces romans ont paru aux Éditions Phébus, puis ont été reprises en deux volumes d'abord par France Loisirs en 1994, selon la chronologie de la carrière fictive suivie par le héros, ensuite chez Omnibus en deux tomes (à l'exception de Au cœur de la mêlée)
| livres dans l'ordre de lecture                       | date de parution | grades                                                               | navires                                   | canons       |
| ---------------------------------------------------- | ---------------- | -------------------------------------------------------------------- | ----------------------------------------- | ------------ |
| Aspirant de marine (Mr Midshipman Hornblower)        | 1950             | Aspirant                                                             | Justinian, Indefatigable                  | -            |
| Lieutenant de marine (Lieutenant Hornblower)         | 1952             | Enseigne de Vaisseau (Lieutenant)                                    | Renown (en), Retribution                  | 74 (Renown)  |
| Seul maître à bord (Hornblower and the Hotspur)      | 1962             | Lieutenant de vaisseau (Lieutenant placé à un poste de commandement) | Sloop Hotspur                             | -            |
| Trésor de guerre (Hornblower and the Atropos)        | 1953             | Lieutenant commander                                                 | Atropos                                   | 22           |
| Retour à bon port (The Happy Return)                 | 1937             | Commander                                                            | Frégate Lydia                             | 36           |
| Un vaisseau de ligne (A Ship of the Line)            | 1938             | Captain                                                              | Sutherland                                | 74           |
| Pavillon haut (Flying Colours)                       | 1938             | Captain                                                              | Pythonisse d'Endor                        | -            |
| Le seigneur de la mer (The Commodore)                | 1945             | Commodore (Capitaine de vaisseau commandant une escadre)             | Nonsuch, Lotus, Raven, Moth, Harvey, Clam | 74 (Nonsuch) |
| Lord Hornblower                                      | 1948             | Commodore                                                            | Brick Porta-Coeli                         | -            |
| Mission aux Antilles (Hornblower in the West Indies) | 1958             | Rear admiral                                                         | -                                         | -            |
| Au cœur de la mêlée (Hornblower and the Crisis)      | 1967             | -                                                                    | -                                         | -            |
| The Hornblower Companion                             | 1964             | -                                                                    | -                                         | -            |

## Importance
La parution du premier roman de la saga Captain Hornblower, en 1937, fut salué par le Times et la presse britannique en général comme « un chef-d'œuvre », et le personnage tout de suite considéré comme « la plus grande figure de marin, et la plus humaine imaginée depuis Conrad » (le Daily Mail). Pour les Anglo-Saxons, Horatio Hornblower incarne la figure idéale du marin, passionnément attaché à son métier et possédant le « sens de la mer ». On raconte que, lors de l'avancée de la flotte japonaise vers l'océan Indien pendant la Deuxième Guerre mondiale, un amiral demanda à son état-major, en pointant la position de l'ennemi sur la carte : « Messieurs, je ne vous poserai qu'une seule question : que ferait Hornblower à notre place ? ».
Le succès des 10 volumes de la saga (le dernier posthume en 1967) fut assez phénoménal partout (un peu moins rapide en France, ce qui n'est pas très étonnant vu les sentiments violemment anti-français exprimés tout au long de l'œuvre). La série fait partie des grands classiques de la littérature maritime et le personnage est l'objet d'un véritable culte en Angleterre. Les tirages ont été très importants dans toutes les langues, et le héros et ses aventures ont donné lieu :
- En 1951 à un film de Raoul Walsh avec Gregory Peck, Capitaine sans peur, dont le scénario s'inspire de trois romans : The Happy Return (Retour à bon port), A Ship of the Line (Un vaisseau de ligne) et Flying Colours (Pavillon haut).
- Entre 1998 et 2003, la série télévisée Hornblower, tournée pour ITV et A&E avec Ioan Gruffudd dans le rôle de Hornblower, librement inspirée de Aspirant de marine, Lieutenant de marine et Seul maître à bord.